# Oceania (Fachzeitschrift)
Oceania ist eine englischsprachige australische wissenschaftliche Fachzeitschrift. Ihr voller Titel lautete anfangs Oceania. A Journal Devoted to the Study of the Native Peoples of Australia, New Guinea and the Islands of the Pacific Ocean. Sie wurde 1930 gegründet, erscheint in Sydney und veröffentlicht Beiträge aus den Gebieten der Sozial- und Kulturanthropologie.
Oceania ist primär regional orientiert an den Völkern von Ozeanien, insbesondere Australien, Melanesien, Polynesien, Mikronesien und Südostasien. Das zentrale Anliegen der Zeitschrift sind Beiträge, die das Ergebnis anhaltender ethnographischer Forschung sind. Auch Reviewartikel und -aufsätze, die direkten Bezug zu den zentralen ethnographischen Anliegen der Zeitschrift haben, werden veröffentlicht. Korrespondenz und kürzere Kommentare werden nach freiem Ermessen des Herausgebers veröffentlicht. In einer Ausgabe sind normalerweise fünf Artikel und sechs bis zehn Buchbesprechungen enthalten. Als Beispiel für die Bandbreite der behandelten Themen dient eine jüngere Ausgabe, in der Artikel über Landkriege, Landnutzung und Selbstbestimmung der Aborigines behandelt werden. 
Gelegentlich wird eine Ausgabe einem einzelnen Thema gewidmet, die dann eine thematisch miteinander verbundene Sammlung von Aufsätzen umfasst, die von einem Gastherausgeber vorbereitet wurden.  
Die von Sachverständigen begutachtete Zeitschrift Oceania erscheint dreimal im Jahr, im März, Juli und November, in einer Druck- und einer Onlineversion. 
Der gegenwärtige Herausgeber ist der Anthropologe Neil Maclean vom Department für Anthropologie der University of Sydney. Ehemalige Herausgeber waren unter anderem Alfred Radcliffe-Brown, Adolphus Peter Elkin, Peter Lawrence und Sir Raymond Firth.